# Conselho Energético Sul-Americano
O Conselho Energético Sul-Americano é um órgão criado para coordenar a política energética da União de Nações Sul-Americanas. O seu estabelecimento foi decidido na 1ª Reunião de Energia Sul-Americana em 16 de abril de 2007, em Isla Margarita no estado Venezuelano de Nueva Esparta.